# Saint-Gervais-sur-Couches
Saint-Gervais-sur-Couches é uma comuna francesa na região administrativa de Borgonha-Franco-Condado, no departamento Saône-et-Loire. Estende-se por uma área de 19,9 km². Em 2010 a comuna tinha 209 habitantes (densidade: 10,5 hab./km²).